# Gérard Lévêque
Gérard Marcel Marie Lévêque, auch Gérard Lévecque (* 1. Juni 1924 in Raismes; † 31. Mai 1978 in Bry-sur-Marne), war ein französischer Jazz-Klarinettist und Arrangeur. Er ist bekannt als Mitglied des Nouveau Quintette du Hot Club de France von Django Reinhardt in den 1940er Jahren.

## Karriere
Lévêque spielte erst im Hot Club von Valenciennes. Im Januar 1943 nahm er mit dem Orchester dieses Hot Club an einem Amateurwettbewerb in Paris teil, auf dem er den Prix Jo Bouillon als bester Solist erhielt. Django Reinhardt wurde dort auf ihn aufmerksam und engagierte ihn für sein Quintett, wo er Hubert Rostaing ersetzte. Außerdem verwendete ihn Reinhardt als Arrangeur, auch zum Beispiel für Orchesterstücke (Symphonien) und seine Pläne einer Messe im Rahmen der Wallfahrt nach Saintes-Maries-de-la-Mer. Lévêque brachte die von Django Reinhardt vorgespielten Noten zu Papier (wobei er nach Lévêque buchstäblich Note für Note vorspielte) und orchestrierte; Django Reinhardt selbst lernte nie Noten zu lesen.
Da Lévêque eine klassische Ausbildung genossen hatte, machte er Django Reinhardt auch mit klassischer Musik wie Claude Debussy, Georges Bizet (Carmen) durch Vorspielen vertraut. Nach Lévêques Erinnerungen war Django Reinhardt damals ernsthaft an Orchestermusik interessiert und an seinem Quintett nur noch, um Geld zu verdienen. Seine Symphonie stand kurz vor der Aufführung im Salle Pleyel (Jean Cocteau sollte als Master of Ceremonies dienen), als der ungarische Dirigent (Lévêque selbst traute sich das Dirigieren nicht zu) von den Deutschen verhaftet und deportiert wurde (samt der Partitur, die wahrscheinlich verschollen ist). Er benutzte Lévêque auch, um an seiner Messe für die Manouches zu arbeiten, die aber nie fertig wurde (nach Lévêque zeigte sie eine Affinität für Johann Sebastian Bach).  Django Reinhardt verwendete aber Teile aus beiden für den Film Village de la colère von 1947 (Regie Raoul André) und ließ sie von André Hodeir transkribieren.  Zeitweise wohnte Lévêque auch bei Reinhardt in der Rue de Acacias. 1943 und 1947 nahm Lévêque mit dem Quintett auf und auf Fotos ist er auch als Mitglied von 1944 bis 1946 zu sehen.
In der gleichen Zeit spielte er auch mit dem Orchester von Ray Ventura und danach mit dem von Jacques Hélian (als Klarinettist, Arrangeur, Saxophonist). Später arbeitete er als Arrangeur (Plattenaufnahmen und für Bühnenshows, Variété). Auch nahm er mit Marcel Bianchi auf. Er lebte noch in den 1960er Jahren in einem Pariser Vorort und gab Interviews zu Reinhardt für Fred Sharp 1967 (dieser veröffentlichte 1972 zu Reinhardt in Jazz Hot).
Lévêque spielte auch Baritonsaxophon.
1957 wirkte er in dem halbstündigen Dokumentarfilm von Paul Paviot über Django Reinhardt mit, wie auch andere ehemalige musikalische Weggefährten.
Tom Lord verzeichnet in seiner Jazzdiskographie 41 Aufnahmen von 1943 bis 1957.